# جزیره پرینس ولز (نوناووت)
جزیره پرینس ولز (نوناووت) (به انگلیسی: Prince of Wales Island (Nunavut)) یک جزیره در کانادا است که در شمال کانادا واقع شده‌است.

## خصوصیات
جزیره پرینس ولز Uninh نفر جمعیت دارد و ۴۲۴ متر بالاتر از سطح دریا واقع شده‌است.